# Tereticus antennalis
Tereticus antennalis är en skalbaggsart som beskrevs av Charles Joseph Gahan 1890. Tereticus antennalis ingår i släktet Tereticus och familjen långhorningar.
Artens utbredningsområde är Madagaskar. Inga underarter finns listade i Catalogue of Life.